# Chacoa pseudoprasiifolia
Chacoa es un género botánico monotípico perteneciente a la familia Asteraceae. Su única especie: Chacoa pseudoprasiifolia es originaria de Argentina y Uruguay.

## Taxonomía
Chacoa pseudoprasiifolia fue descrita por (Hassl.) R.M.King & H.Rob.  y publicado en Phytologia 32: 276. 1975.
Sinonimia
- Eupatorium pseudoprasiifolium Hassl.
- Eupatorium fiebrigii Hassl.
- Eupatorium fiebrigii var. acuminata Hassl.
- Eupatorium fiebrigii var. heterophyllum Hassl.[4]